# قصر دختر تنگ ارم
قصر دختر تنگ ارم مربوط به دوره ساسانیان است و در شهرستان دشتستان، روستای تنگ ارم واقع شده و این اثر در تاریخ ۷ مهر ۱۳۸۱ با شمارهٔ ثبت ۶۵۰۷ به‌عنوان یکی از آثار ملی ایران به ثبت رسیده است.